# Псков
Псков (рус. Псков, по старом правопису Пльсковъ) град је у Русији и административни центар Псковске области. Налази се на северозападу Русије, око седамдесет километара источно од границе са Естонијом, на реци Великаја. Псков потиче из времена Кијевске Русије. Према попису становништва из 2010. у граду је живело 203.281 становника.

## Историја

### Рана историја
Град се под нешто другачијим именом први пут помиње 903. године; у том документу се каже да се Игор, кијевски кнез, оженио дамом из Пскова, Олгом. Псковљани сматрају да је 903. године датум оснивања њиховог града.
Први кнез Пскова био је син Владимира I, Судислав. Њега је заробио његов брат Јарослав Мудри и није био ослобођен све док Јарослав није умро. У 12. веку град је пао под власт Новгорода. И у 13. веку Псков је био под контролом Новгорода. 1241. године град су освојили Тевтонци, али га је после неколико месеци ослободио Александар Невски.
Како би обезбедили своју независност становници Пскова су изабрали једног литванског ратника, Давмонта, за војног команданта задуженог за одбрану града 1266. године. Он је утврдио град, победио је тевтонце у једној бици и освојио највећи део Естоније. Давмонтов гроб се налази у кремљу у Пскову, а тврђава коју је он изградио и данас се зове Давмонтов град.

### Псков као слободни град
Независност Пскова Новгород је признао 1348. године. Томе је допринело ослањање Пскова на Ханзу. Неколико година касније, град је добио свој законик.
Псков је био један од најзападнијих руских градова и једна од најзначајнијих веза са Европом. Псков је био мета многих напада. Тако је током 15. века кремљ у Пскову издржао двадесет шест опсада. У граду је у тој епоси цветала локална иконописачка школа, која се сматрала најбољом у Русији.
Коначно, 1510. године, Псков је освојила Московска кнежевина. Псков је тако постао други по величини град у Московској кнежевини. Град је издржао једну тешку опсаду Пољака 1581. године.

### Модерна историја
Од 1777. године, Псков је био главни град различитих управних целина. Управо је у Пскову цар Николај II абдицирао почетком 1917. године. Током Првог светског рата Псков је постао центар великог дела активности иза првог фронта, и након Руско-Немачке мировне конференције (22. децембар 1917 — 3. март 1918), у зиму 1917—1918 Немачка царска војска је извршила инвазију на овај простор.

Средњовековна тврђава је пружала мало или ништа заштите од модерне артиљерије, и током Другог светског рата Псков је претрпио велику штету током немачке окупације од 9. јула 1941. до 23. јула 1944. Многе античке грађевине, посебно цркве, су уништене пре него што су оружане снаге Немачке успеле окупирати град. Иако је огроман дио популације умро, 2010. године Псков је имао 203.279 становника, број становника града је у сталном порасту.

## Географија
| Клима Пскова                | Клима Пскова  | Клима Пскова  | Клима Пскова  | Клима Пскова | Клима Пскова | Клима Пскова | Клима Пскова | Клима Пскова | Клима Пскова | Клима Пскова | Клима Пскова  | Клима Пскова  | Клима Пскова  |
| Показатељ \ Месец           | .Јан.         | .Феб.         | .Мар.         | .Апр.        | .Мај.        | .Јун.        | .Јул.        | .Авг.        | .Сеп.        | .Окт.        | .Нов.         | .Дец.         | .Год.         |
| --------------------------- | ------------- | ------------- | ------------- | ------------ | ------------ | ------------ | ------------ | ------------ | ------------ | ------------ | ------------- | ------------- | ------------- |
| Апсолутни максимум, °C (°F) | 9,8 (49,6)    | 11,3 (52,3)   | 18,5 (65,3)   | 27,6 (81,7)  | 32,0 (89,6)  | 32,6 (90,7)  | 35,0 (95)    | 35,6 (96,1)  | 30,3 (86,5)  | 22,6 (72,7)  | 14,1 (57,4)   | 10,8 (51,4)   | 35,6 (96,1)   |
| Средњи максимум, °C (°F)    | −3,2 (26,2)   | −2,6 (27,3)   | 2,4 (36,3)    | 10,4 (50,7)  | 17,5 (63,5)  | 21,2 (70,2)  | 22,6 (72,7)  | 21,2 (70,2)  | 15,2 (59,4)  | 8,8 (47,8)   | 2,0 (35,6)    | −1,6 (29,1)   | 9,6 (49,3)    |
| Просек, °C (°F)             | −5,8 (21,6)   | −5,9 (21,4)   | −1,3 (29,7)   | 5,4 (41,7)   | 12,0 (53,6)  | 16,0 (60,8)  | 17,6 (63,7)  | 16,0 (60,8)  | 10,6 (51,1)  | 5,5 (41,9)   | −0,2 (31,6)   | −4,0 (24,8)   | 5,6 (42,1)    |
| Средњи минимум, °C (°F)     | −8,8 (16,2)   | −9,3 (15,3)   | −4,8 (23,4)   | 1,0 (33,8)   | 6,4 (43,5)   | 10,8 (51,4)  | 12,5 (54,5)  | 11,2 (52,2)  | 6,7 (44,1)   | 2,4 (36,3)   | −2,5 (27,5)   | −6,7 (19,9)   | 1,7 (35,1)    |
| Апсолутни минимум, °C (°F)  | −40,6 (−41,1) | −37,6 (−35,7) | −29,7 (−21,5) | −20,9 (−5,6) | −5,1 (22,8)  | −0,1 (31,8)  | 2,7 (36,9)   | 1,3 (34,3)   | −4,6 (23,7)  | −12,2 (10)   | −23,8 (−10,8) | −40,3 (−40,5) | −40,6 (−41,1) |
| Количина падавина, mm (in)  | 42 (16,5)     | 32 (12,6)     | 32 (12,6)     | 35 (13,8)    | 48 (18,9)    | 82 (32,3)    | 82 (32,3)    | 77 (30,3)    | 69 (27,2)    | 56 (22)      | 53 (20,9)     | 45 (17,7)     | 653 (257,1)   |
| Извор: Погода и климат      |               |               |               |              |              |              |              |              |              |              |               |               |               |

## Становништво
Према прелиминарним подацима са пописа, у граду је 2010. живело 203.281 становника, 501 (0,25%) више него 2002.
| 1939.  | 1959.  | 1970.   | 1979.   | 1989.   | 2002.   | 2010.   |
| ------ | ------ | ------- | ------- | ------- | ------- | ------- |
| 60.439 | 81.270 | 126.711 | 175.724 | 203.789 | 202.780 | 203.279 |

## Обележја
Псков још увек чува доста средњовековних зидина, изграђених у XIII веку или касније. „Кром“, средњовековна тврђава, изгледа импресивно. Унутар зидина се издиже 78 m висока Катедрала светог Тројства, основана 1138. године а затим изнова 1690-их година. Катедрала садржи мошти светих принчева Фсеволода (умро 1138) и Довмонта (умро 1299). Друге старе катедрале су Мирошка опатија (завршена 1152), манастир св. Јована (завршен 1243), и Снетогорски манастир (изграђен 1310. а фреске завршене 1313).
Псков има нарочито много малих питорескних цркава, углавном из 15. и 16. века. Најзначајније су црква св. Василија на брду (1413), св. Козме и Дамјана близу моста (1463), св. Ђорђа у дну брда (1494), Вазнесења (1444), 1521, и св. Николе из Усоке. Резиденцијалну архитектуру 17. века представљају трговачке виле: Кућа соли, одаје Поганкин, и вила Трубински. Нажалост, подручје тренутно има само минималну туристичку инфраструктуру и велики део града треба да се детаљно реновира.

## Партнерски градови
- Нојс
- Валмијера
- Perth
- Роанок
- Бјалисток
- Гера
- Најмеген
- Арл
- Нортеље